# کنیسه اسپانیایی

سالن داخلی کنیسه

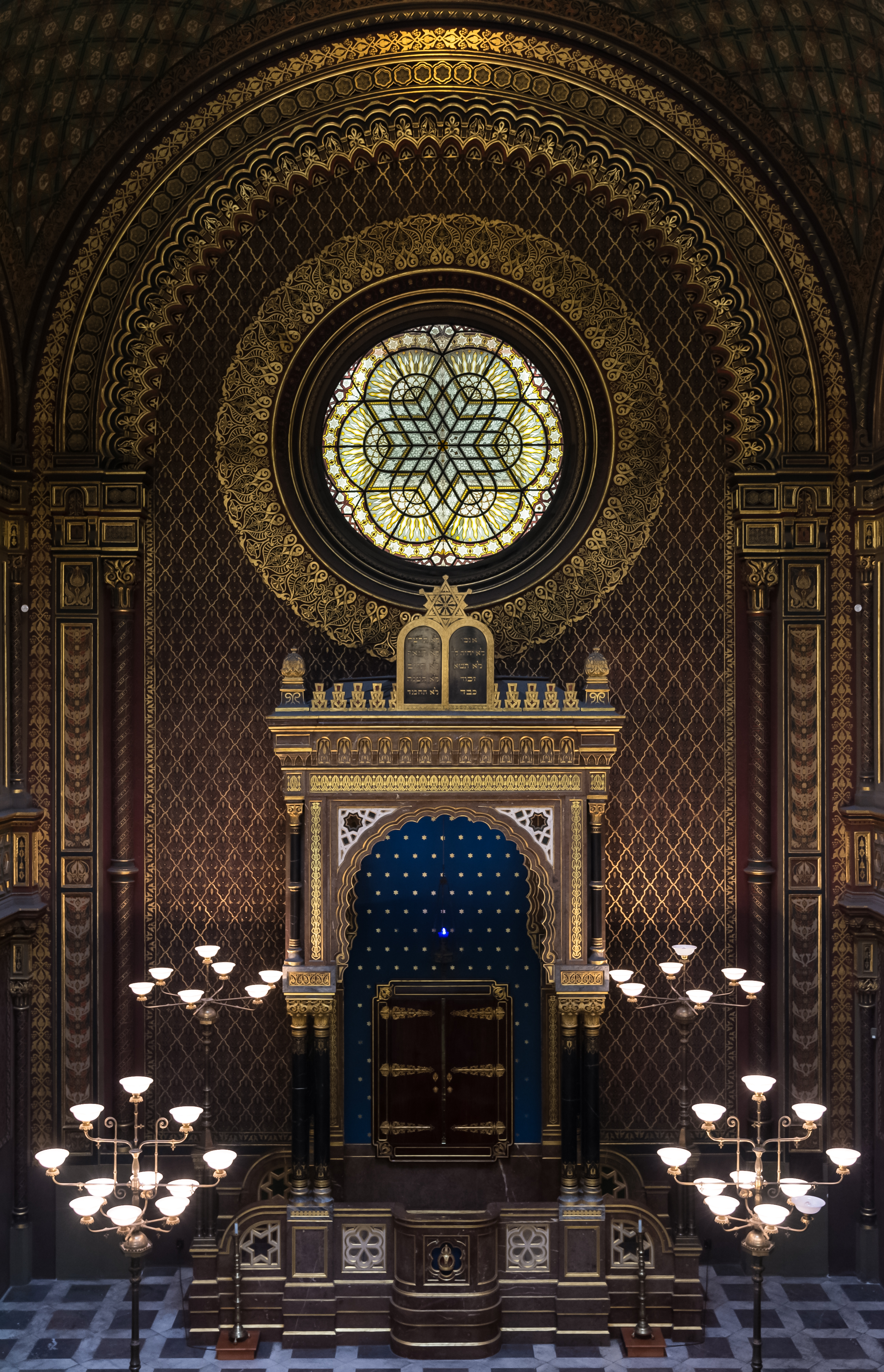
صندوق تورات دربرگیرندهٔ طومارهای تورات است.

کنیسه اسپانیایی (عبری: בית הכנסת הספרדי) جدیدترین کنیسه در منطقه باصطلاح شهر یهودی است که به‌طور متناقضی احتمالاً بر روی قدیمی‌ترین کنیسه – مدرسه قدیم (همچنین معروف به آلتشول) ساخته شده‌است. کنیسه به سبک احیای معماری موروی ساخته شده‌است. فقط یک باغ کوچک با یک مجسمه مدرن از نویسنده معروف پراگ، فرانتس کافکا (توسط یاروسلاو رونا) در میانه آن و کلیسا (ساختمان) روح القدس قرار دارد. امروزه کنیسه اسپانیایی توسط موزه یهودی در پراک اداره می‌شود.